# Newton Knight
Newton Knight (Contea di Jones, novembre 1837 – Contea di Jasper, 16 febbraio 1922) è stato un militare e politico statunitense unionista del Sud, meglio conosciuto come il leader della Compagnia di Knight, una banda armata di disertori operativa tra il 1863 e il 1865 che si è rivoltata contro la Confederazione durante la Guerra di secessione americana. Fu fondatore dello Stato libero di Jones.

## Biografia
Newton Knight nacque nella Contea di Jones, in Mississippi, nel novembre del 1837. C'è confusione sulla sua età: secondo suo figlio, Tom Knight, egli vide la luce nel 1830, mentre secondo la sua pronipote, Ethel Knight, sarebbe invece nato nel 1829. Nel censimento del 1900 venne stabilito che Knight nacque nel novembre del 1837. Newton era nipote di John "Jackie" Knight  (1773-1861), uno dei più grandi proprietari di schiavi della Contea di Jones prima della guerra civile. Tuttavia il padre di Newton, Albert (1799-1862), non ereditò schiavi dopo la morte del padre e non ne acquistò nemmeno in seguito.
Newton Knight non possedette mai schiavi. Suo figlio scrisse che egli era moralmente contrario all'istituzione della schiavitù, in quanto facente parte della comunità battista primitiva. In accordo con gli insegnamenti della sua fede Newton non beveva alcol, a differenza del padre e del nonno.
Newton Knight sposò Serena Turner nel 1858 e i due stabilirono una piccola fattoria appena oltre il confine sud-ovest della Contea di Jasper.
Nel 1860 la contea di Jones dove Knight risiedeva elesse John H. Powell, il candidato della "cooperazione" (anti-secessione), per rappresentarli alla convenzione di secessione del Mississippi nel gennaio 1861. Powell votò contro la secessione al primo scrutinio, ma sotto pressione cambiò il suo voto al secondo scrutinio, unendosi alla maggioranza dei bianchi nel voto per la secessione dall'Unione. In un'intervista, molti anni dopo, Knight suggerì che molti elettori della Contea di Jones non avessero compreso quanto fossero limitate le scelte di Powell e che si sentissero traditi dalla sua azione.
Knight si associò all'esercito confederato nel luglio 1861, arruolandosi nell'8º reggimento di fanteria del Mississippi. Sei mesi dopo gli fu concesso un permesso per tornare a casa e prendersi cura del padre malato. Nel maggio 1862 Knight, insieme ad un certo numero di amici e vicini, si arruolò nella compagnia F del 7th Mississippi Infantry Battalion. Preferivano servire insieme nella stessa compagnia piuttosto che con estranei.
Per tutta l'estate e l'autunno del 1862, una serie di fattori aumentò il tasso di diserzioni dall'esercito confederato. C'erano mancanza di cibo e rifornimenti per i soldati all'indomani dell'assedio di Corinth. Gli uomini della contea di Jones e della regione, inoltre, furono turbati dalle notizie provenienti da casa che riportavano le cattive condizioni delle loro mogli e figli poiché avevano avuto difficoltà a mantenere le fattorie. Knight, poi, si infuriò quando ricevette la notizia che le autorità confederate avevano sequestrato i cavalli della sua famiglia. Tuttavia molti credono che il motivo principale per la successiva diserzione di Knight sia stata la sua rabbia per l'approvazione della "legge sui venti negri" da parte del governo confederato. Questo atto consentiva ai grandi proprietari di piantagioni di evitare il servizio militare se possedevano 20 o più schiavi. Un ulteriore membro della famiglia era esentato dal servizio per ogni 20 schiavi in più di proprietà del piantatore. Knight aveva anche ricevuto notizia che suo cognato, Morgan, che era diventato il capo della famiglia in assenza di Knight, stava abusando dei suoi figli. Da allora l'identità di Morgan è andata perduta, ma si pensa che fosse Morgan Lines, un lavoratore a giornata che venne condannato per omicidio.
Knight fu segnalato come disertore nell'ottobre 1862. In seguito difese la sua diserzione, sostenendo che "se avevano il diritto di arruolarmi quando non volevo combattere l'Unione, io avevo il diritto di dimettermi quando fossi stato pronto". Dopo essere tornato a casa viaggiando per 200 miglia, avendo disertato nella ritirata dopo la sconfitta di Corinth, Knight, secondo i parenti, sparò e uccise il cognato Morgan.
All'inizio del 1863 Knight fu arrestato dalle autorità confederate e imprigionato per diserzione, forse fu anche torturato. Bruciarono la sua fattoria, lasciando la sua famiglia in uno stato di indigenza.
Mentre i ranghi dei disertori aumentavano dopo che l'Unione aveva vinto l'assedio di Vicksburg, le autorità confederate iniziarono a ricevere rapporti secondo cui i disertori nell'area della Contea di Jones stavano saccheggiando e bruciando case. Un quartiermastro locale, il capitano WJ Bryant, riferì che "i disertori hanno invaso e preso possesso del paese, in molti casi esiliando i buoni e leali cittadini o fucilandoli a sangue freddo sul davanzale della propria porta». Il generale Braxton Bragg inviò il maggiore Amos McLemore nella Contea di Jones per indagare e radunare disertori e ritardatari. Il 5 ottobre 1863 McLemore fu ucciso a colpi di arma da fuoco nella casa di Amos Deason a Ellisville. Si crede che Knight lo abbia ucciso.
In quel periodo Knight si era recato nella palude sul fiume Leaf per sfuggire alle autorità trovando lì altri disertori e schiavi fuggiaschi. Lui e i suoi seguaci organizzarono quella che chiamarono la Knight Company il 13 ottobre 1863. Era una banda di guerriglieri della Contea di Jones e delle contee adiacenti di Jasper, Covington, Perry e Smith, che intendevano proteggere le famiglie e le fattorie dalle azioni delle autorità confederate, tra cui gli alti prelievi per le tasse sulle merci. Knight fu eletto "capitano" della compagnia che comprendeva molti suoi parenti e vicini di casa. Il nascondiglio principale della compagnia, noto come "Devils Den", si trovava lungo il Leaf River al confine della contee di Jones-Covington. Le donne e gli schiavi locali fornivano cibo e altri aiuti agli uomini. Le donne suonavano i corni per segnalare l'arrivo delle autorità confederate alle loro fattorie.
Dalla fine del 1863 all'inizio del 1865, la Knight Company avrebbe combattuto quattordici schermaglie con le forze confederate. Una schermaglia ebbe luogo il 23 dicembre 1863, a casa di Sally Parker, una sostenitrice della Knight Company, lasciando un soldato confederato morto e due gravemente feriti.
Durante questo stesso periodo Knight guidò un'incursione a Paulding dove lui e i suoi uomini catturarono cinque carri carichi di grano che distribuirono tra la popolazione locale. La compagnia molestò i funzionari confederati, con numerosi esattori delle tasse, ufficiali di leva, e altri funzionari segnalati uccisi all'inizio del 1864. Nel marzo 1864, l'impiegato del tribunale della Contea di Jones notificò al governatore che i guerriglieri avevano reso quasi impossibile la riscossione delle tasse nella contea.
Una lettera datata 13 febbraio 1864 di uno scout dell'Unione indirizzata al Mag. John M. Palmer dell'esercito dell'Unione, scoperta nel 2016 da uno storico che lavorava negli Archivi Nazionali, stimava che la Knight Company raggiungesse i 600 effettivi e confermava la loro intenzione di unirsi all'esercito dell'Unione. Il numero esatto di effettivi è ancora oggi oggetto di dibattito alla luce di un'intervista rilasciata da Knight dopo la guerra in cui egli affermava: "Eravamo circa 125, non di più".
Entro la primavera del 1864, il governo confederato nella contea era stato effettivamente rovesciato. Il tenente generale Leonidas Polk scrisse a Jefferson Davis il 21 marzo 1864, descrivendo le condizioni nella Contea di Jones. Polk dichiarò anche che la banda di disertori era "in aperta ribellione, ribelle all'inizio, proclamandosi 'Southern Yankees' e risoluta a resistere con la forza delle armi a tutti gli sforzi per catturarli." Il 29 marzo 1864 il capitano Wirt Thomson scrisse a James Seddon, Segretario alla Guerra confederato, affermando che la Knight Company aveva catturato Ellisville e issato la bandiera degli Stati Uniti sul tribunale della Contea di Jones. Riferì inoltre: "Il paese è completamente alla loro mercé." Il generale William Tecumseh Sherman ricevette una lettera da un gruppo locale che dichiarava la sua indipendenza dalla Confederazione. Nel luglio 1864, il corriere Natchez riferì che la Contea di Jones si era separata dalla Confederazione.
Il generale Polk inizialmente rispose alle azioni della Knight Company inviando un contingente sotto il colonnello Henry Maury nell'area, nel febbraio 1864. Maury riferì di aver ripulito l'area ma notò che i disertori avevano minacciato di ottenere "aiuti yankee" e tornare. Poco dopo Polk inviò un contingente di soldati veterani guidati dal colonnello Robert Lowry, un futuro governatore che avrebbe descritto Knight come un "uomo ignorante e senza istruzione". Furono giustiziati dieci membri della Knight Company, inclusi i cugini di Newton, Benjamin Franklin Knight e Sil Coleman. Newton Knight, tuttavia, sfuggì alla cattura. In seguito dichiarò che la sua compagnia aveva tentato senza successo di sfondare le linee confederate per unirsi all'esercito dell'Unione.
Dopo la fine della guerra, l'esercito dell'Unione incaricò Knight di distribuire cibo alle famiglie in difficoltà nell'area della Contea di Jones. Knight guidò anche un raid per liberare diversi bambini che erano ancora tenuti in schiavitù nella vicina Contea di Smith. Come molti unionisti del sud, sostenne il Partito Repubblicano. Nel frattempo era tornato alla sua fattoria, nella Contea di Jasper, dove coltivava piante locali.
Nel 1870 Knight presentò una petizione al governo federale per un risarcimento a favore di diversi membri della Knight Company, compresi i dieci che erano stati giustiziati da Lowry nel 1864. Fornì dichiarazioni giurate di varie persone che attestavano la sua lealtà all'Unione, tra cui un giudice locale e un candidato al Senato di Stato. Tuttavia la Federal Court di Claims stabilì che "le prove non supportano l'accusa della petizione secondo cui i Jones County Scouts erano organizzati come servizio militare degli Stati Uniti e che durante la guerra erano rimasti fedeli al governo degli Stati Uniti."
Knight inoltre sostenne l'amministrazione nella ricostruzione promossa dal governatore repubblicano Adelbert Ames. Nel 1872 fu nominato vice maresciallo degli Stati Uniti per il Distretto Meridionale. Mentre il conflitto montava tra gli insorti paramilitari bianchi e il governo di ricostruzione repubblicana, nel 1875 Ames nominò Knight colonnello del primo reggimento di fanteria della Contea di Jasper, un reggimento di persone di colore che difendeva i residenti dall'attività degli insorti.
Tuttavia i Democratici bianchi ripresero il controllo del governo statale nello stesso anno e costrinsero Ames a lasciare l'incarico. La ricostruzione terminò ufficialmente nel 1877 quando Knight si ritirò dalla politica.
A metà degli anni 1870 Knight si era separato da sua moglie, Serena. Sposò Rachel, una ragazza di colore libera precedentemente tenuta come schiava da suo nonno. In questo periodo il figlio adulto di Knight, Mat, avuto dalla sua prima moglie, sposò la figlia adulta di Rachel, Fannie, avuta da una precedente unione. Inoltre la figlia di Knight, Molly, sposò il figlio di Rachel, Jeff, creando così tre famiglie interrazziali nella comunità. Newton e Rachel Knight ebbero poi diversi figli prima che lei morisse nel 1889.
Molti anni dopo, nel 1964, i pronipoti di Newton Knight e Rachel, Edgar di 9 anni e Randy Williamson di 8 anni, si trovarono nella singolare situazione di non aver mai frequentato un solo giorno di scuola perché le autorità scolastiche locali, temendo la violenza e l'opposizione dei residenti, rifiutavano la loro l'ammissione a una scuola bianca e, essendo per 1/16 o 1/32 afroamericani, erano considerati bianchi e di conseguenza non potevano essere ammessi neanche ad una scuola nera.

## Morte
Newton Knight morì il 16 febbraio dell'anno 1922 all'età di 84 anni. Siccome le leggi del Mississippi vietavano la sepoltura di bianchi e neri nello stesso cimitero, Knight è stato sepolto vicino alla moglie Rachel su una collina che affacciava sulla loro fattoria. L'epitaffio sulla lapide di Newton recita "Egli ha vissuto per gli altri".

## Media
- Il romanzo Tap Roots (1942) di James H. Street è vagamente basato sulle azioni della Compagnia di Knight. Il protagonista del romanzo, Hoab Dabney, è stato ispirato da Newton Knight.
- Dal romanzo Tap Roots è stato tratto il film La quercia dei giganti del 1948, diretto da George Marshall e interpretato da Van Heflin e Susan Hayward.
- Il regista Gary Ross ha diretto il film Free State of Jones (2016), interpretato da Matthew McConaughey e Gugu Mbatha-Raw.